# Macarena Valdés
Yudy Macarena Valdés Muñoz (Hualañé, 23 de diciembre de 1983 - Tranguil, Panguipulli, 22 de agosto de 2016) fue una activista socioambiental chilena que lideró la lucha contra la instalación de una central hidroeléctrica en el río Tranguil, y cuya muerte se encuentra siendo investigada como un posible asesinato. Tras su muerte, ha sido considerada un estandarte de la lucha socioambiental feminista en Chile, comparada con otras líderes como Berta Cáceres y Marielle Franco.

## Biografía
Nació en Hualañé, en la región del Maule, y residió la mayor parte de su vida en Santiago. En 2014, buscando vivir de acuerdo a la espiritualidad del pueblo mapuche, se mudó con su pareja, Rubén Collío, y sus hijos, a la localidad de Tranguil, en la región de Los Ríos, lugar donde se integró a la comunidad mapuche local Newen. Collío fue elegido werkén por las comunidades, lo que supuso una destacada visibilidad para él y su familia.
Ante la construcción de una central hidroeléctrica de paso en el río Tranguil por parte de la empresa austriaca RP Global y la chilena SAESA, que significó la tala de bosque nativo y la inundación de dos cementerios ancestrales (eltuwe), Rubén Collío se puso al frente de la organización mapuche para denunciar y frenar la instalación de la empresa, encabezando junto a Macarena una serie de manifestaciones, que consiguieron que la Gobernación Provincial de Valdivia iniciara un diálogo con la empresa y las comunidades aledañas para fiscalizar las obras. El 1 de agosto de 2016, Valdés y miembros de las comunidades locales cortaron la ruta CH 201, una vía nacional que accede a uno de los pasos fronterizos con Argentina.

## Muerte e investigación
Macarena Valdés fue vista por última vez con vida por su pareja cerca de las 13 horas del día 22 de agosto de 2016. Valdés debía acudir con su hijo menor –de 1 año y 8 meses de edad– a un control médico de rutina en la localidad de Liquiñe, en un autobús programado para las 14:30 horas. Francisco, su hijo mayor de entonces 11 años, regresó antes a su casa y la encontró sin vida suspendida de una cuerda atada a una viga, con el bebé presente en el lugar.
Collío presentó una querella criminal contra quienes resulten responsables de la muerte de Valdés. La investigación fue encabezada por la fiscal Alejandra Anabalón de la Fiscalía Local de Panguipulli. En la primera autopsia realizada por el Servicio Médico Legal (SML) de Valdivia se caratuló la causal de deceso como «asfixia por ahorcamiento» y que el cuerpo no presentaba lesiones atribuibles a terceros. En esa línea, la fiscalía entrevistó a familiares lejanos de Valdés, a quienes inquirió sobre su estado psicológico, concluyendo que padecía de depresión y dando por cerrado el caso, bajo la hipótesis de un suicidio.
Sin embargo, su familia y la comunidad Newen de Tranguil cuestionaron desde un principio esa hipótesis, principalmente por las amenazas de muerte que habían recibido anteriormente por participar en manifestaciones en contra de la construcción de la central hidroeléctrica. Un año después, contratado por la familia de Valdés, el médico forense Luis Ravanal realizó un análisis pericial sobre la autopsia efectuada por el SML y cuestionó el resultado, concluyendo que ya estaba muerta cuando fue colgada, porque la piel de su cuello no tenía lesiones vitales normales del ahorcamiento, y recomendó la exhumación del cuerpo de Valdés para que se efectuase una segunda autopsia. A raíz de ese informe, la fiscalía, encabezada por el fiscal Jaime Calfil, reabrió el caso el 21 de agosto de 2017, y la segunda autopsia, encargada al propio Ravanal en octubre de ese año, terminó concluyendo que «no se confirma la existencia de signos objetivos que permitan sustentar que la víctima se hubiese encontrado con vida al momento de ser suspendida por un cordel o lazo a nivel cervical». La segunda autopsia incluyó un estudio histopatológico de una muestra de tejido del cuello de Valdés, que se pidió a la doctora Carmen Cerda del Departamento de Medicina Legal de la Universidad de Chile, estableció la ausencia de lesiones vitales microscópicas observables en el área estudiada, lo que significaba que probablemente la víctima estuviera sin vida al momento de ser colgada de una viga. Recién a fines de 2018 se logró la recaratulación a «hallazgo de cadáver» pero en ese lapso de tiempo, la investigación no avanzó.
Ratificando las conclusiones de la segunda autopsia, el patólogo británico John Clark, emitió un informe sobre la muerte de Valdés el 12 de agosto de 2019, donde destaca la falta de una descripción detallada de cómo fue encontrada muerta y que las pericias iniciales fueron deficientes. Sobre la base de los elementos científicos disponibles, Clark concluyó que Valdés murió por estrangulamiento por ligadura, con un objeto que alguien más sostenía alrededor de su cuello y lo apretaba con fuerza, y que luego el cuerpo puedo haber sido suspendido para simular un suicidio.

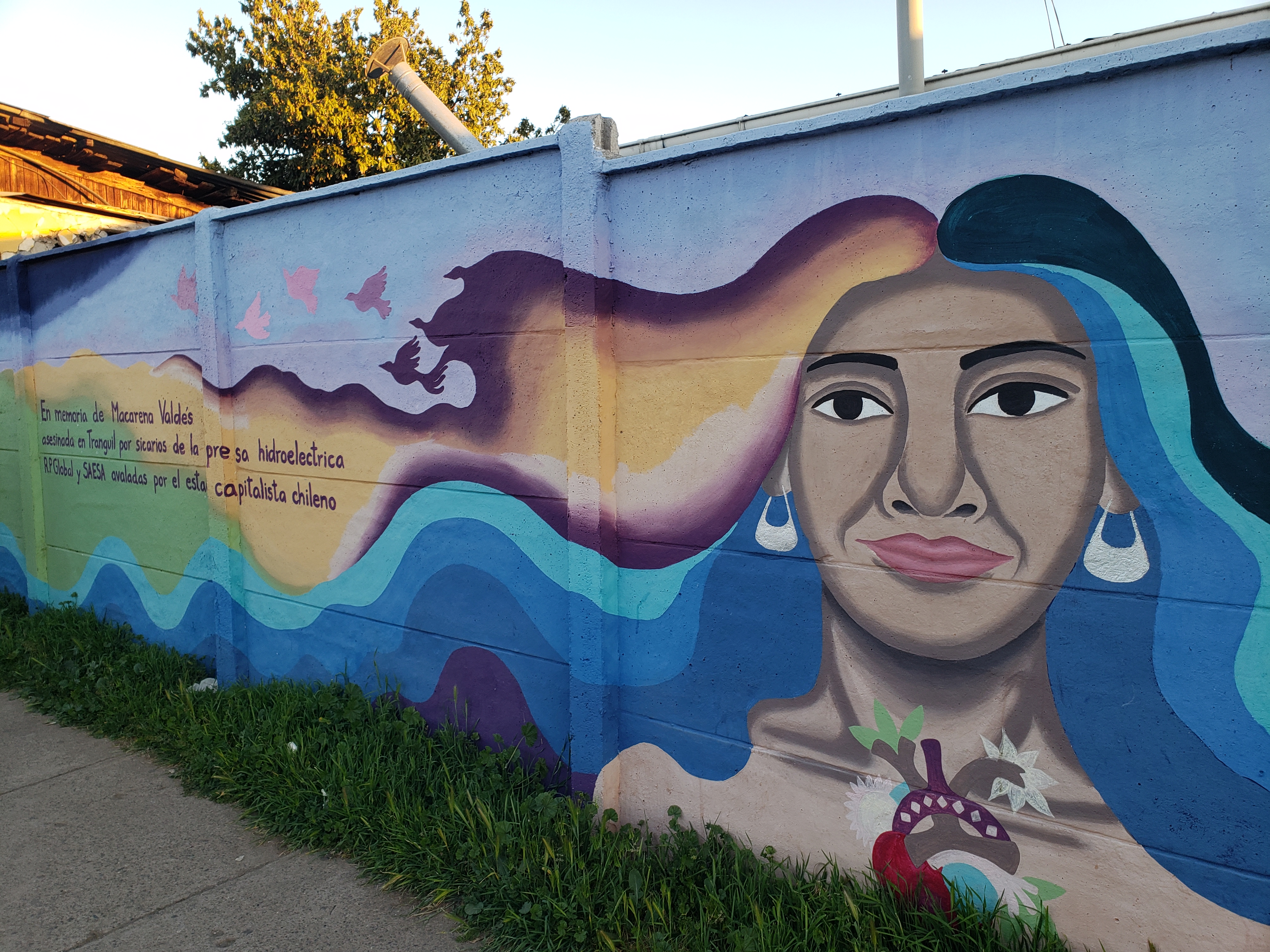
Mural dedicado a Macarena Valdés en la ciudad de Rengo

## Repercusiones
Tras su muerte, las mujeres organizadas y feministas fueron las primeras en denunciar que había sido asesinada y que ello representaba un feminicidio empresarial, esto es, que Valdés fue asesinada por ser mujer mapuche y por defender los bienes comunes de las empresas que saquean el territorio, impulsando la campaña internacional «#FueHomicidio» y «#ALaNegraLaMataron», exigiendo justicia por Macarena Valdés, consignas que han sido recogidas en diversas manifestaciones en distintas partes de Chile y el mundo.

## Reconocimientos de la comunidad
El 22 de mayo de 2022, la organización comunitaria EcoMaestranza inaugura plazuela ecológica en la comuna de San Bernardo, como reconocimiento al legado que deja Macarena Valdés a las luchas ecológicas de nuestro país. 

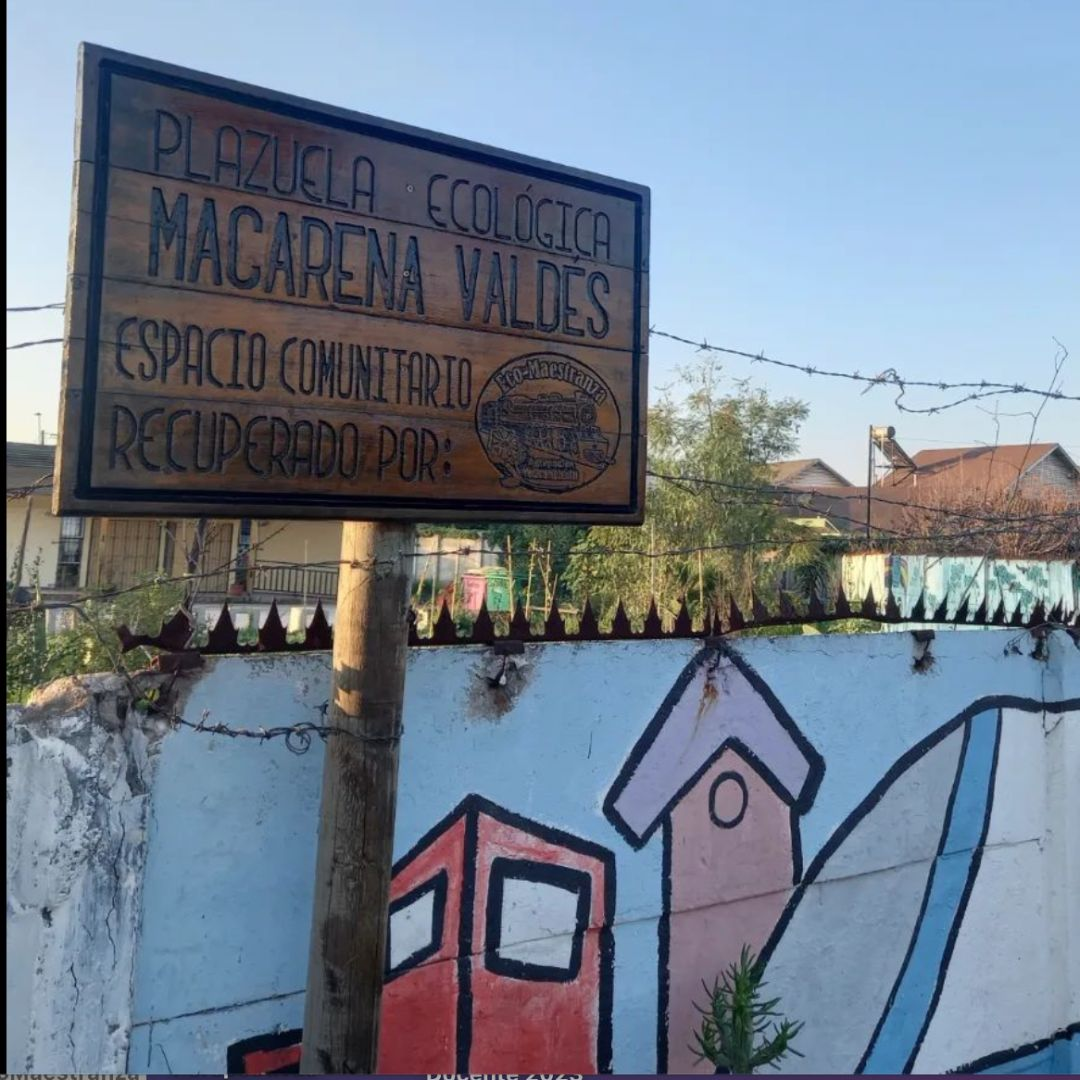
Plazuela Ecológica Macarena Valdés